# Dorylus laevigatus
Dorylus laevigatus är en myrart som först beskrevs av Smith 1857.  Dorylus laevigatus ingår i släktet Dorylus och familjen myror. Inga underarter finns listade i Catalogue of Life.